# 전해섭
전해섭(全海燮, 1952년 2월 15일~)은 대한민국의 레슬링 선수이다. 1976년 몬트리올에서 열린 하계 올림픽에서 동메달을 획득했다.

## 생애
충청남도 아산군 선장면 출신으로 아버지는 전귀남(全貴男)이며 어머니는 문순녀(文順女)이다. 전해섭에게는 전해풍(全海豊)이라는 형과 전해분, 전해자(全海子)라는 누나가 있다. 서울로 상경 후, 한영고등학교로 진학하여 씨름을 했었으나 레슬링으로 종목을 바꿨다. 이후 고등학교 3학년 때인 1973년에 국가대표로 발탁되어 이란의 테헤란에서 열린 1973년 세계 선수권 대회에 그레코로만형에 참가하였으며, 1974년에 경희대학교에 입학하여 자유형으로 종목을 바꾼 후 1975년에 소련의 민스크에서 열린 1975년 세계 선수권 대회에 참가하였다. 이 대회에서는 3회전에서 탈락하였다.
1976년에는 캐나다의 몬트리올에서 열린 하계 올림픽에 참가하여 1회전에서 이란의 하비브 파타히를 누르고 2라운드에서는 미국령 버진아일랜드의 에밀 킷너스를 격파했다. 이후 이탈리아의 주세페 보냔니를 꺾고 헝가리의 갈 헨리크와 불가리아의 네르메딘 셀리모프를 꺾으며 결선 진출에 성공했다. 이후 결선에서는 일본의 다카다 유지와 소련의 알렉산드르 이바노프에게 패하여 동메달을 획득했다. 이 공로로 체육훈장 거상장을 수여받았다.
1977년 6월에 아프가니스탄의 카불에서 열린 아프가니스탄 혁명 4주년 기념 국제 레슬링 대회에 대한민국 국가대표로 참가하였으며, 같은 해 8월에는 불가리아의 소피아에서 열린 1977년 유니버시아드에 대한민국 국가대표로 참가하였으나 2번의 경기 모두 패하여 탈락했다. 이후 1978년에도 국가대표로 발탁되었으나 부상으로 국가대표에서 은퇴했다. 1979년 전국체전을 마지막으로 현역에서 은퇴하였다. 
은퇴 후에는 한국체육대학교 레슬링팀과 국가대표 코치를 역임했으며, 한국체육대학교 훈련처장 등을 지냈다. 체육학자로도 활동하여 1985년에 경희대학교에서 석사 학위, 2002년에 국민대학교에서 박사 학위를 취득했다.